# فحص ظاهري
الفحص الظاهري (VS) (بالإنجليزية: Virtual screening)‏ هو أسلوب حسابي يستخدم في اكتشاف الأدوية للبحث في مكتبات الجزيئات الصغيرة من أجل تحديد تلك الهياكل التي من المرجح أن ترتبط بهدف الدواء، وعادة ما يكون مستقبل البروتين أو الإنزيم.

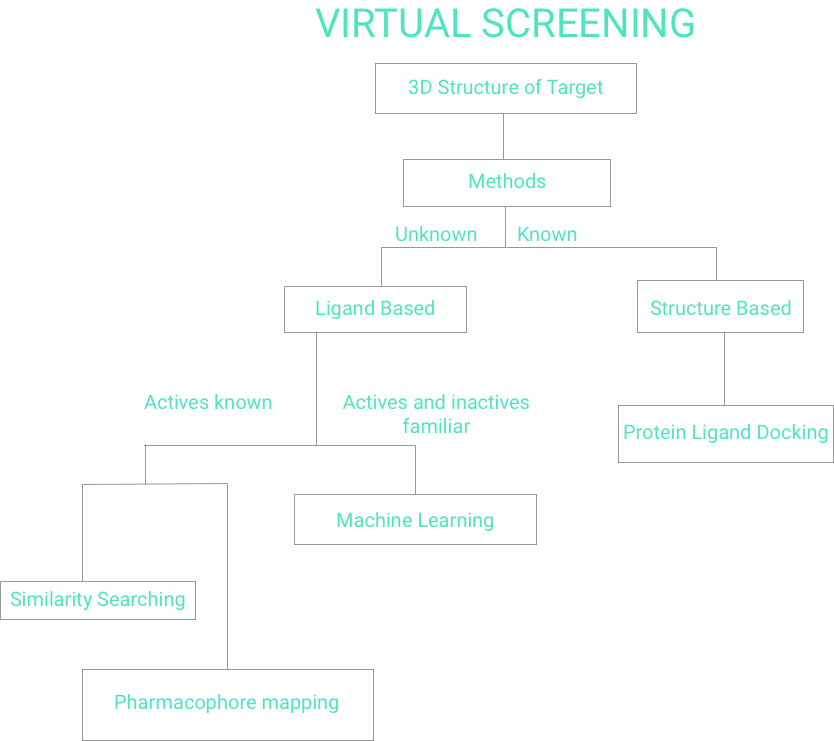
الشكل 1. مخطط تدفق الفحص الافتراضي

تم تعريف الفحص الظاهري على أنه "التقييم التلقائي لمكتبات كبيرة جدًا من المركبات" باستخدام برامج الكمبيوتر. كما يوحي هذا التعريف، كانت VS إلى حد كبير لعبة أرقام تركز على كيفية تصفية المساحة الكيميائية الهائلة لأكثر من 1060 مركبًا يمكن تصوره  إلى عدد يمكن التحكم فيه ويمكن تصنيعه وشراؤه واختباره. على الرغم من أن البحث في العالم الكيميائي بأكمله قد يكون مشكلة مثيرة للاهتمام من الناحية النظرية، إلا أن سيناريوهات VS الأكثر عملية تركز على تصميم وتحسين المكتبات التوافقية المستهدفة وإثراء مكتبات المركبات المتاحة من مستودعات المركبات الداخلية أو عروض البائعين. ومع زيادة دقة الطريقة، أصبح الفحص الظاهري جزءًا لا يتجزأ من عملية اكتشاف الأدوية. يمكن استخدام الفحص الظاهري لتحديد مركبات قاعدة البيانات الداخلية للفحص، واختيار المركبات التي يمكن شراؤها خارجيًا، واختيار المركب الذي يجب تصنيعه بعد ذلك.

## الطُرق
هناك فئتان عريضتان من تقنيات الفحص: القائمة على اللجند والقائمة على البنية. سيعكس الجزء المتبقي من هذه الصفحة مخطط تدفق الشكل 1 للفحص الظاهري.

### الأساليب القائمة على اللجند
بالنظر إلى مجموعة من الروابط المتنوعة هيكليًا والتي ترتبط بالمستقبل، يمكن بناء نموذج للمستقبل من خلال استغلال المعلومات الجماعية الموجودة في هذه المجموعة من الروابط. تستكشف التقنيات الحسابية المختلفة الأشكال الهيكلية والإلكترونية والجزيئية والتشابهات الفيزيائية والكيميائية للروابط المختلفة التي يمكن أن تشير إلى طريقة عملها ضد مستقبل جزيئي محدد أو خطوط خلوية. يمكن بعد ذلك مقارنة المركب المرشح بنموذج المركب الدوائي لتحديد ما إذا كان متوافقًا معه وبالتالي من المحتمل أن يرتبط. تم استخدام طرق مختلفة لتحليل التشابه الكيميائي ثنائي الأبعاد  لمسح قواعد البيانات للعثور على الروابط النشطة. أسلوب شائع آخر يستخدم في الفحص الافتراضي القائم على اللجند يتمثل في البحث عن جزيئات ذات شكل مشابه لشكل العناصر النشطة المعروفة، حيث أن هذه الجزيئات ستناسب موقع ربط الهدف وبالتالي من المحتمل أن تربط الهدف. هناك عدد من التطبيقات المحتملة لهذه الفئة من التقنيات في الأدب. كما أن الامتدادات الدوائية لهذه الطرق ثلاثية الأبعاد متاحة مجانًا كخوادم ويب. كما اكتسب الفحص الافتراضي القائم على الشكل شعبية كبيرة.

### الأساليب القائمة على البنية
يتضمن نهج الفحص الافتراضي القائم على البنية تقنيات حسابية مختلفة تأخذ في الاعتبار بنية المستقبل الذي يمثل الهدف الجزيئي للروابط النشطة التي تم فحصها. تتضمن بعض هذه التقنيات الالتحام الجزيئي والتنبؤ بالمستحضرات الصيدلانية القائمة على البنية ومحاكاة الديناميكيات الجزيئية. يعد الالتحام الجزيئي هو الأسلوب الأكثر استخدامًا المعتمد على البنية، وهو يطبق وظيفة تسجيل لتقدير مدى ملاءمة كل رابطة مقابل موقع الارتباط للمستقبل الجزيئي، مما يساعد على اختيار الروابط ذات الألفة الأعلى. توجد حاليًا بعض خوادم الويب الموجهة نحو الفحص الظاهري المحتمل.

### الأساليب الهجينة
كما تم تطويرالأساليب الهجينة التي تعتمد على التشابه الهيكلي والترابطي للتغلب على القيود المفروضة على أساليب VLS التقليدية. تستخدم هذه المنهجيات معلومات ربط الروابط القائمة على التطور للتنبؤ برابطات الجزيئات الصغيرة  ويمكن أن تستخدم كلاً من التشابه الهيكلي العالمي والتشابه الجيبي. يستخدم النهج القائم على التشابه الهيكلي العالمي كلا من البنية التجريبية أو نموذج البروتين المتوقع للعثورعلى التشابه الهيكلي مع البروتينات في مكتبة قوالب هولو PDB. عند اكتشاف تشابه هيكلي كبير، طُبّق مقياس معامل تانيموتو القائم على بصمة الإصبع ثنائي الأبعاد على شاشة الجزيئات الصغيرة التي تشبه الروابط المستخرجة من قوالب holo PDB المحددة. تم تقييم تنبؤات هذه الطريقة بشكل تجريبي وأظهرت إثراءً جيدًا في تحديد الجزيئات الصغيرة النشطة.
تعتمد الطريقة المحددة أعلاه على التشابه الهيكلي العالمي وليست قادرة على اختيار موقع ربط معين في البروتين محل الاهتمام مسبقًا. علاوة على ذلك، نظرًا لأن الطرق تعتمد على تقييم التشابه ثنائي الأبعاد للروابط، فهي غير قادرة على التعرف على التشابه الكيميائي المجسم للجزيئات الصغيرة التي تختلف إلى حد كبير ولكنها تظهر تشابه الشكل الهندسي. ولمعالجة هذه المخاوف، تم تطوير وتقييم نهج جديد يتمحور حول الجيب، PoLi، قادر على استهداف جيوب ربط محددة في قوالب البروتين المجسم، وتقييمه تجريبيًا.

## البنية التحتية للحوسبة
إن حساب التفاعلات الزوجية بين الذرات، والذي يعد شرطًا أساسيًا لتشغيل العديد من برامج الفحص الظاهري، يتم قياسه حسب {\displaystyle O(N^{2})}، N هو عدد الذرات في النظام. بسبب القياس التربيعي، تزيد التكاليف الحسابية بسرعة.

### النهج القائم على اللجند
تتطلب الأساليب المستندة إلى اللجند عادةً جزءًا من الثانية لعملية مقارنة بنية واحدة. في بعض الأحيان تكون وحدة المعالجة المركزية (CPU) واحدة كافية لإجراء فحص كبير خلال ساعات. ومع ذلك، يمكن إجراء عدة مقارنات بالتوازي من أجل تسريع معالجة قاعدة بيانات كبيرة من المركبات.

### النهج القائم على البنية
يتطلب حجم المهمة بنية تحتية حاسوبية متوازية ، مثل مجموعة من أنظمة Linux، تقوم بتشغيل معالج قائمة انتظار دفعي للتعامل مع العمل، مثل Sun Grid Engine أو Torque PBS.
هناك حاجة إلى وسيلة للتعامل مع المدخلات من المكتبات المركبة الكبيرة. يتطلب ذلك نموذجًا من قاعدة البيانات المركبة التي يمكن الاستعلام عنها بواسطة المجموعة المتوازية، وتوصيل المركبات بالتوازي إلى العقد الحسابية المختلفة. قد تكون محركات قواعد البيانات التجارية ثقيلة جدًا، وقد يكون محرك الفهرسة عالي السرعة، مثل Berkeley DB، خيارًا أفضل. علاوة على ذلك، قد لا يكون من الفعال إجراء مقارنة واحدة لكل وظيفة، لأن وقت تكثيف العقد العنقودية يمكن أن يفوق بسهولة مقدار العمل المفيد. للتغلب على هذه المشكلة، من الضروري معالجة دفعات من المركبات في كل مهمة كتلة، وتجميع النتائج في نوع من ملفات السجل. يمكن بعد ذلك تشغيل عملية ثانوية، لاستخراج ملفات السجل واستخراج المرشحين ذوي الدرجات العالية، بعد تشغيل التجربة بأكملها.

## الدقة
الهدف من الفحص الظاهري هو تحديد الجزيئات ذات البنية الكيميائية الجديدة التي ترتبط بالهدف الجزيئي الكبير محل الاهتمام . وبالتالي، يتم تعريف نجاح الشاشة الافتراضية من حيث العثور على سقالات جديدة مثيرة للاهتمام بدلاً من العدد الإجمالي للزيارات. ولذلك ينبغي النظر بحذر في تفسيرات دقة الفحص الافتراضية. من الواضح أن معدلات الإصابة المنخفضة للسقالات المثيرة للاهتمام مفضلة على معدلات الإصابة المرتفعة للسقالات المعروفة بالفعل.
معظم اختبارات دراسات الفحص الظاهري في الأدبيات هي بأثر رجعي. في هذه الدراسات، يتم قياس أداء تقنية VS من خلال قدرتها على استرجاع مجموعة صغيرة من الجزيئات المعروفة سابقًا والتي لها صلة بالهدف محل الاهتمام (الجزيئات النشطة أو النشطة فقط) من مكتبة تحتوي على نسبة أعلى بكثير من المواد غير النشطة المفترضة أو الأفخاخ الخداعية. هناك عدة طرق متميزة لاختيار الأفخاخ من خلال مطابقة خصائص الجزيء النشط المقابل ومؤخرًا يتم أيضًا اختيار الأفخاخ الخداعية بطريقة لا مثيل لها. تمت أيضًا مناقشة التأثير الفعلي لاختيار الشَرَك، سواء لأغراض التدريب أو الاختبار.
على النقيض من ذلك، في التطبيقات المحتملة للفحص الافتراضي، تخضع النتائج الناتجة للتأكيد التجريبي (على سبيل المثال، قياسات IC 50 ). هناك إجماع على أن المعايير بأثر رجعي ليست تنبؤات جيدة للأداء المحتمل، وبالتالي فإن الدراسات المستقبلية فقط هي التي تشكل دليلا قاطعا على مدى ملاءمة تقنية ما لهدف معين.

## تطبيق لاكتشاف الدواء
يعد الفحص الظاهري تطبيقًا مفيدًا للغاية عندما يتعلق الأمر بتحديد الجزيئات الناجحة كبداية للكيمياء الطبية. مع بدء أسلوب الفحص الظاهري في أن يصبح تقنية أكثر حيوية وجوهرية في صناعة الكيمياء الطبية، فقد شهد هذا النهج زيادة سريعة.

## الأساليب القائمة على اللجند
بينما لا تعرف البنية، تحاول التنبؤ بكيفية ارتباط الروابط بالمستقبِل. مع استخدام المستحضرات الصيدلانية، يتم تحديد كل لجند من جهة مانحة ومتقبلة. يتم تراكب ميزات المعادلة، ولكن نظرًا لأنه من غير المرجح أن يكون هناك حل صحيح واحد.

### نماذج الصيدلانية
تستخدم هذه التقنية عند دمج نتائج البحث باستخدام مركبات مرجعية مختلفة، ونفس الواصفات والمعامل، ولكن مركبات نشطة مختلفة. تعد هذه التقنية مفيدة لأنها أكثر كفاءة من مجرد استخدام بنية مرجعية واحدة بالإضافة إلى الأداء الأكثر دقة عندما يتعلق الأمر بالعناصر النشطة المتنوعة.
الصيدلانية عبارة عن مجموعة من الميزات الاستاتيكية والإلكترونية اللازمة للحصول على تفاعل فوق جزيئي مثالي أو تفاعلات مع بنية مستهدفة بيولوجية من أجل تسريع استجابتها البيولوجية. اختر ممثلًا كمجموعة من العناصر النشطة، حيث ستبحث معظم الطرق عن روابط مماثلة. من المفضل أن يكون هناك جزيئات صلبة متعددة ويجب أن تكون الروابط متنوعة، بمعنى آخر التأكد من وجود ميزات مختلفة لا تحدث أثناء مرحلة الارتباط.

### الفحص الظاهري القائم على الشكل
تم إنشاء أساليب التشابه الجزيئي القائمة على الشكل باعتبارها تقنيات فحص ظاهرية مهمة وشائعة. في الوقت الحاضر، تعتبر منصة الفحص المحسنة للغاية ROCS (التراكب السريع للهياكل الكيميائية) هي المعيار الصناعي الفعلي للفحص الافتراضي القائم على الشكل والمرتكز على اللجند. ويستخدم وظيفة غاوسية لتحديد الأحجام الجزيئية للجزيئات العضوية الصغيرة. يعد اختيار شكل الاستعلام أقل أهمية، مما يجعل الفحص المعتمد على الشكل مثاليًا للنمذجة القائمة على الروابط: نظرًا لأن توفر التشكل النشط بيولوجيًا للاستعلام ليس هو العامل المقيد للفحص - فهو أكثر تحديدًا لاختيار مركب (مركبات الاستعلام ) وهو أمر حاسم لأداء الفحص.

### الفحص الظاهر الميداني
كتحسين لأساليب التشابه القائمة على الشكل، تحاول الأساليب القائمة على المجال أن تأخذ في الاعتبار جميع الحقول التي تؤثر على تفاعل مستقبلات الترابط مع عدم معرفة التركيب الكيميائي المستخدم كاستعلام. ومن أمثلة الحقول الأخرى المستخدمة في هذه الطرق الحقول الكهروستاتيكية أو الكارهة للماء.

## العلاقة بين النشاط والهيكل الكمي
تتكون نماذج علاقة النشاط بالهيكل الكمي (QSAR) من نماذج تنبؤية تعتمد على المعلومات المستخرجة من مجموعة من المركبات النشطة المعروفة وغير النشطة المعروفة. SAR (علاقة نشاط الهيكل) حيث يتم التعامل مع البيانات بشكل نوعي ويمكن استخدامها مع الفئات الهيكلية وأكثر من وضع ربط. تعطي النماذج الأولوية للمركبات لاكتشاف الرصاص.

## خوارزميات التعلم الآلي
تم استخدام خوارزميات التعلم الآلي على نطاق واسع في أساليب الفحص الظاهري تستخدم تقنيات التعلم الخاضع للإشراف مجموعات بيانات التدريب والاختبار المكونة من مركبات نشطة معروفة ومركبات غير نشطة معروفة. تم تطبيق خوارزميات تعلم الآلة المختلفة بنجاح في استراتيجيات الفحص الافتراضي، مثل التقسيم العودي، ودعم آلات المتجهات ، وأقرب الجيران والشبكات العصبية. تجد هذه النماذج احتمالية أن يكون المركب نشطًا ثم تقوم بترتيب كل مركب بناءً على احتماليته.

### التحليل البنيوي في التعلم الآلي
أول نموذج للتعلم الآلي تم استخدامه في مجموعات البيانات الكبيرة هو تحليل البنية التحتية الذي تم إنشاؤه في عام 1973. تقدم كل بنية أساسية جزء مساهمة مستمرة في نشاط من نوع معين. البنية التحتية هي طريقة تتغلب على صعوبة الأبعاد الضخمة عندما يتعلق الأمر بتحليل الهياكل في تصميم الأدوية. يتم استخدام تحليل البنية التحتية الفعال للهياكل التي لها أوجه تشابه مع مبنى أو برج متعدد المستويات. تُستخدم الهندسة لترقيم المفاصل الحدودية لبنية معينة في البداية ونحو الذروة. عندما تم تطوير طريقة التكثيف الساكن الخاص وإجراءات الاستبدال، ثبت أن هذه الطريقة أكثر إنتاجية من نماذج تحليل البنية التحتية السابقة.

### التقسيم المتكرر
التقسيم المتكرر هو الأسلوب الذي ينشئ شجرة قرارات باستخدام البيانات النوعية. فهم الطريقة التي تقسم بها القواعد الفصول الدراسية مع وجود خطأ منخفض في التصنيف الخاطئ أثناء تكرار كل خطوة حتى لا يتم العثور على تقسيمات معقولة. ومع ذلك، يمكن أن يكون للتقسيم المتكرر قدرة ضعيفة على التنبؤ، مما قد يؤدي إلى إنشاء نماذج جيدة بنفس المعدل.

## الأساليب القائمة على البنية المعروفة لرسو السفن البروتينية
يمكن أن يرتبط اللجند بموقع نشط داخل البروتين باستخدام خوارزمية بحث لرسو السفن ووظيفة التسجيل من أجل تحديد السبب الأكثر احتمالًا لربيطة فردية أثناء تعيين ترتيب الأولوية.

## أنظر أيضا
- الحوسبة الشبكية
- فحص الإنتاجية العالية
- الإرساء (الجزيئي)
- فحص الرجعية
- وظائف التسجيل
- قاعدة بيانات الزنك

## روابط خارجية
VLS3D – قائمة تضم أكثر من 2000 قاعدة بيانات، على الإنترنت ومستقلة في أدوات silico